# Trochodendraceae
Trochodendraceae — єдина родина квіткових рослин порядку Trochodendrales. Складається з двох сучасних родів, кожен з яких містить один вид. Поширення: Гімалаї, Східна та Південно-Східна Азія. Також знайдено до п'яти додаткових вимерлих родів і низку вимерлих видів. Обидва живі види (Tetracentron sinense і Trochodendron aralioides) мають вторинну ксилему без судинних елементів, що досить рідко зустрічається у покритонасінних. Оскільки деревина без судин свідчить про примітивність, ці два види привернули багато таксономічної уваги.